# Antonio Arnaiz Villena
Antonio Arnaiz Villena es un inmunólogo español que ha realizado investigaciones sobre la historia genética de los grupos étnicos e hipótesis lingüísticas alternativas. Arnaiz fue presidente de la Sociedad Española de Inmunología desde 1991 a 1995, fundador del Área de Inmunología de las Facultades biomédicas de la Universidad Complutense y director del Departamento de Microbiología e Inmunología. Desde 2012 es catedrático en el mismo Departamento. Ha publicado más de trescientos artículos en revistas internacionales y varios libros. También ha sido jefe de inmunología del Hospital 12 de Octubre, donde continúa en Servicios Especiales en el Centro de Transfusión de la Comunidad de Madrid. Ha sido invitado a impartir conferencias por la Academia Francesa (College de France) y por la Academia Británica (The Royal Society, Londres). Recibió en octubre de 2014 el premio del Estado español por ser redactor y promotor de la Ley de Trasplantes española hoy en vigor, entregado por la reina Sofía en el Senado.

## Teorías lingüísticas heterodoxas
Arnaiz-Villena junto con Jorge Alonso-García han usado el euskera moderno para descifrar lenguas antiguas del área mediterránea y Oriente Medio con la metodología descrita en su trabajo, aduciendo que las interpretaciones previas de los textos epigráficos son erróneas. Ambos autores ignoran la filología generalmente aceptada sobre un buen número de lenguas, que ha demostrado que esas lenguas pertenecen a familias no relacionadas con el euskera. Entre las lenguas que estos dos autores consideran emparentadas con el euskera sobre la base de sus trabajos están: el antiguo egipcio, el hitita, el sumerio, el hurrita, el ugarítico, el akkadio, el fenicio y el elamita. Aunque el dogma dice que el hitita es claramente una lengua indoeuropea, que el acadio, el fenicio y el ugarítico son lenguas semíticas, los autores afirman que los textos se han traducido incorrectamente. Naturalmente las evidencias e hipótesis aportadas por Arnaiz-Villena y Alonso-García en favor de tan extraordinarias afirmaciones respalda sus conclusiones." Las traducciones del egipicio de Arnaiz-Villena, por ejemplo, incluyen fragmentos de la inscripción bilingüe contenida en la Piedra de Rossetta, diferentes a los trabajos de Jean-François Champollion, que fue el primero en identificar el nombre de Ptolemeo. Pero según Arnaiz-Villena y Alonso-García esa parte del texto no incluye un nombre propio. De manera similar, la interpretación de Arnaiz-Villena del código de Hammurabi no contiene nada sobre leyes sino que se trata de un texto funerario en una lengua emparentada con el euskera. Arnaiz y Alonso además afirman ser capaces de poder traducir lenguas mal conocidas como el etrusco, el ibérico, el tartésico, guanches y el minoico, que hasta la fecha nadie ha podido descifrar satisfactoriamente.
Arnaiz y Alonso postulan que todas esas lenguas forman una rama "usko-mediterránea", de la hipotética macrofamilia dené–caucásica, que ellos extienden para incluir a las lenguas bereberes del norte de África, que son clasificadas casi universalmente por los lingüistas como lenguas afroasiáticas. Los trabajos de Arnaiz y Alonso contradicen la investigación corriente de la egiptología, los estudios indoeuropeos, la filología semítica, sumeria y mesoamericana.
De Hoz ha afirmado que el trabajo de Arnaiz y Alonso «carece del más mínimo valor y es contrario no sólo al método científico sino al sentido común», y «es un desastre sin palativos que no debería tenerse en consideración», pero que sin embargo ha sido editado usando fondos públicos por parte de la Editorial Complutense, que se ha ganado un amplio descrédito publicando esos trabajos. Lakarra, tomando una muestra de treinta y dos formas léxicas sacadas de un apéndice "Lenguaje religioso-funerario de los pueblos mediterráneos", usado por Arnaiz-Villena y Alonso como evidencia de su desciframiento, calcula que de las raíces euskeras propuestas por Arnaiz-Villena y Alonso, un 85 % son erróneas o espurias, a veces «rayando en la más torpe falsificación».
Igualmente, el trabajo de Arnaiz-Villena sobre el "desciframiento" del alfabeto guanche de las inscripciones de las Islas Canarias ha sido severamente criticado. Arnaiz-Villena y Alonso-García usan en sus traducciones palabras del euskera que de hecho son préstamos latinos, como bake (del latín pace(m) 'paz').

## Genética de los palestinos
El grupo de Arnaiz-Villena conjuntamente con el Hospital de Gaza, tras una visita institucional de palestinos al Hospital 12 de Octubre, publicó un artículo sobre el origen de los palestinos modernos y su relación con otras poblaciones mediterráneas.
El artículo fue ampliamente criticado y finalmente retirado de la revista sin el permiso de los autores y eliminado de las bases de datos científicas. También, los científicos que habían recibido ya una copia de la revista, fueron requeridos para arrancar físicamente las páginas correspondientes al artículo.

## Libros publicados
- Arnaiz Villena, Antonio; Regueiro, José Ramón; López Larrea, Carlos (1995). Inmunología. Madrid: Complutense S.A. ISBN 84-7491-550-3.
- Arnaiz Villena, Antonio; Pérez Blas, Mercedes; Subiza Garrido-Lestache, José Luis; Paz Artal, Estela (1997). Inmunopatología (1ª edición). Madrid: Síntesis S.A. ISBN 84-7738-433-9.
- Arnaiz Villena, Antonio; Alonso García, Jorge (1998). El Origen de los Vascos y otros pueblos mediterráneos (1ª edición). Madrid: Complutense S.A.
- Arnaiz Villena, Antonio; Alonso García, Jorge (1999). Minoicos, Cretenses y Vascos, un estudio genético y lingüístico. Madrid: Fundación Estudios Genéticos y Lingüísticos-Complutense S.A.
- Arnaiz Villena, Antonio (2000). PREHISTORIC IBERIA: Genetics, Anthropology and Linguistics (Kluwer Academics - Plenum Publishers edición). Fundación Estudios Genéticos y Lingüísticos-Complutense S.A.
- Arnaiz Villena, Antonio; Alonso García, Jorge (2000). Egipcios, bereberes, guanches y vascos (Kluwer Academics - Plenum Publishers edición). Madrid: Fundación Estudios Genéticos y Lingüísticos-Complutense S.A. ISBN 978-84-7491-582-2.